# 市村博
市村 博（いちむら ひろし、1947年- ）は、日本の建築家、構造家。 現在では住宅関連の建築コンサルタント。

## 経歴
- 1969年、日本大学理工学部建築学科卒業。坪井善勝研究室に所属し構造力学を専攻。ゼネコン設計部に勤務。
- 1974年、自身の建築設計事務所を設立。当初は構造設計事務所。その後住宅建築等の設計監理業務に移行。同時にハウスメーカーへの住宅コンサルタントを開始。
- 2001年　建築設計事務所を廃業。住まいと土地の検査機構を設立 ホームページ上に住まいと土地の総合相談センターを開設

## 著書
- 真面目に家を造りました（ストーク）
- 間違いだらけのハウスメーカー選び  廣済堂出版社
- 間違いだらけのハウスメーカー選び2実践偏  廣済堂出版
- 間違いだらけの家選び 廣済堂出版
- 間違いだらけのハウスメーカー選び3
- 絶対に失敗しない家づくり
- ハウスメーカーで「いい家」を建てる方法